# عقود الزبرجد في إعراب الحديث النبوي
عقود الزبرجد على مسند الإمام أحمد في إعراب الحديث هو أحد كتب إعراب الحديث، ألفه الحافظ جلال الدين السيوطي (849 هـ-911 هـ)، ألف السيوطي هذا الكتاب في منهج إعراب الحديث معتمداً على كتاب مسند أحمد، وضم اليه العديد من كتب الحديث الأخرى، وقد رتب السيوطي كتابه على الطريقة التي رتب فيها  العكبري كتابه، وقد اطلع السيوطي على إعراب الحديث للعكبري وإعراب الحديث لابن مالك، فينقل أقوالهما في إعراب الحديث ويزيد عليها بما يعن له وما يراه من الأقوال الأخرى.
قال جلال الدين السيوطي في مقدمته:
| عقود الزبرجد في إعراب الحديث النبوي | وقد استخرت الله تعالى في تأليف كتاب في إعراب الحديث، مستوعب جامع، وغيث على رياض كتب المسانيد والجوامع، شامل للفوائد البدائع شاف. كافلٍ بالنقول والنصوص كاف، أنظم فيه كل فريدة، وأسفر فيه النقاب عن وجه كل خريدة، وأجعله على مسند أحمد مع ما أضمه إليه من الأحاديث المزيدة، وأرتبه على حروف المعجم في مسانيد الصحابة، وأنشيء له من بحار كتب العربية كلّ سحابة. | عقود الزبرجد في إعراب الحديث النبوي |